# Metropolitan Borough of Kensington

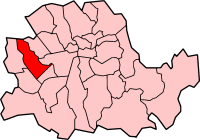
Lage von Kensington im früheren County of London

Der Metropolitan Borough of Kensington war ein Bezirk im Ballungsraum der britischen Hauptstadt London mit dem Status eines Metropolitan Borough. Er existierte von 1900 bis 1965 und lag im Nordwesten der ehemaligen Grafschaft County of London.

## Geschichte
Kensington war ursprünglich ein Civil Parish in der Grafschaft Middlesex. Ab 1855 gehörte die Gemeinde zum Einzugsgebiet des Zweckverbandes Metropolitan Board of Works. 1889 gelangte Kensington zum County of London, elf Jahre später folgte die Umwandlung in ein Metropolitan Borough.
Bei der Gründung der Verwaltungsregion Greater London im Jahr 1965 entstand aus der Fusion der Metropolitan Boroughs Kensington und Chelsea der Royal Borough of Kensington and Chelsea.

## Statistik
Die Fläche betrug 2291 Acres (9,27 km²). Die Volkszählungen ergaben folgende Einwohnerzahlen:
Civil parish:
| Jahr      | 1801  | 1811   | 1821   | 1831   | 1841   | 1851   | 1861   | 1871    | 1881    | 1891    |
| Einwohner | 8.556 | 10.886 | 14.428 | 20.902 | 26.834 | 44.053 | 70.108 | 120.299 | 163.151 | 166.308 |

Metropolitan Borough:
| Jahr      | 1901    | 1911    | 1921    | 1931    | 1951    | 1961    |
| Einwohner | 176.628 | 172.317 | 175.859 | 180.677 | 168.160 | 171.272 |